# Nguza Karl-I-Bond
Jean de Dieu Nguza Karl-I-Bond (* 1938; † 27. Juli 2003 in Kinshasa) war ein kongolesischer Politiker.

## Politische Laufbahn
Karl-I-Bond stammte aus Katanga und gehörte für einen Zeitraum von rund 20 Jahren abwechselnd zur Regierung des langjährigen autoritär regierenden Präsidenten Mobutu Sese Seko, zu seinen entschiedenen Gegnern oder war im Exil.
In den Jahren 1972 bis 1974, 1976/1977 sowie 1979/1980 war er Außenminister des damaligen Zaire. 1977 wurde er wegen Hochverrat zum Tode verurteilt, dann aber zu lebenslanger Haft begnadigt. Seine Haft endete 1979. Er wurde rehabilitiert und wieder in sein Amt eingesetzt. Am 27. August 1980 wurde er erstmals Premierminister. Seine kurze Amtszeit endete am 23. April 1981. Zu dieser Zeit gehörte er zur Einheitspartei Mouvement Populaire de la Révolution (MPR). Karl-I-Bond ging nach Belgien ins Exil und versuchte sich als Alternative zu Mobutu zu präsentieren, dessen Regierung auch zu dieser Zeit als korrupt und wenig effektiv galt. 1982 gründete er in Belgien die Oppositionsgruppe Front congolais pour le rétablissement de la démocracie (FCP). 1985 kehrte er in seine Heimat zurück und wurde im folgenden Jahr zum Botschafter in den USA ernannt.
Nach der Zulassung weiterer Parteien 1990 war er Gründer und Vorsitzender der Oppositionspartei Union des fédéralistes et des républicains indépendants (UFERI). Als Mobutu durch die schlechte Wirtschaftslage und Rebellionen in einigen Provinzen unter Druck geriet, berief er Karl-I-Bond erneut zum Premierminister, dem fünften allein im Jahr 1991. Karl-I-Bonds zweite Amtszeit dauerte vom 25. November 1991 bis zum 15. August 1992. Karl-I-Bond suspendierte Anfang 1992 die Nationalkonferenz, die eine neue Verfassung ausarbeiten sollte. Internationaler Druck bewirkte die Wiedereinsetzung der Konferenz im April 1992.

## Letzte Jahre
Nach seiner Entlassung kam es zu Auseinandersetzungen zwischen den Lunda, zu denen er gehörte, und den Luba, zu denen sein Nachfolger Étienne Tshisekedi zählte. Karl-I-Bond war weiterhin ein wichtiger Akteur in den innerkongolesischen Konflikten. 1994 verschlechterte sich sein Gesundheitszustand und er übergab die Führung der UFERI an seine Frau. Der Staat löste sich in den Folgejahren weiter auf, bis Mobutu am Ende eines Bürgerkrieges im Mai 1997 ins Exil ging. Nach der Machtübernahme durch Laurent-Désiré Kabila ging Karl-I-Bond ins Exil nach Südafrika. Nach einigen Jahren kehrte er zurück und starb in Kinshasa.